# Eisenbahnunfall von Clapham Junction
Der Eisenbahnunfall von Clapham Junction am 12. Dezember 1988 beim Bahnhof Clapham Junction im Londoner Stadtteil Battersea wurde durch ein fehlerhaft verkabeltes Signal verursacht. In ihn waren drei Züge verwickelt. 35 Menschen starben, knapp 500 wurden darüber hinaus verletzt.

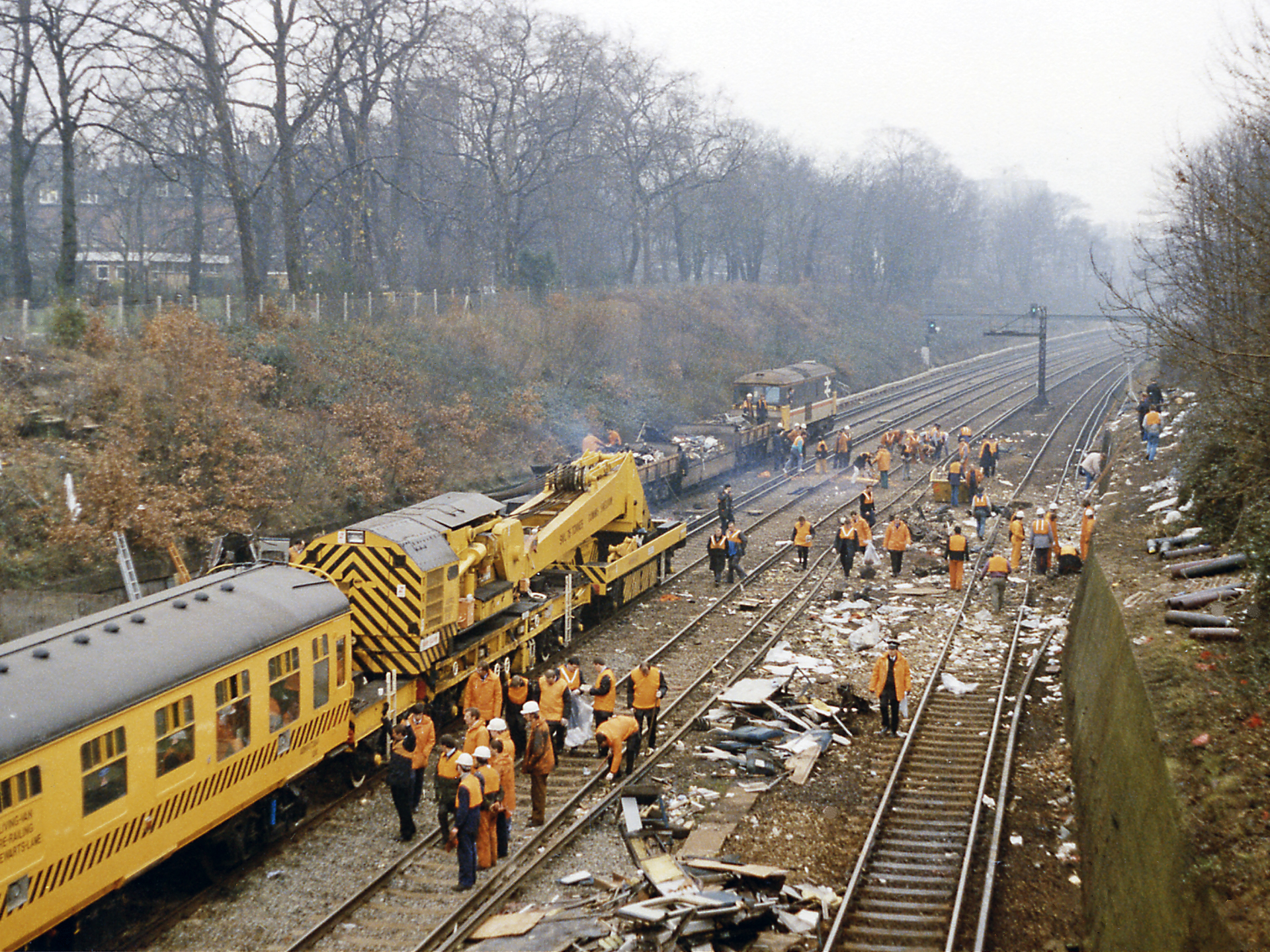
Aufräumarbeiten nach dem Unfall

## Ausgangslage
Im Vorfeld des Bahnhofs Clapham Junction verläuft die hier viergleisige Bahnstrecke in einem Geländeeinschnitt, der unmittelbar an den Gleisen durch Stützmauern abgefangen und oben durch einen Zaun gesichert wird.
Dort waren einige Wochen vor dem Unfall Arbeiten an den Signalanlagen durchgeführt worden. Diese waren dringend erforderlich gewesen, weil die Anlagen völlig überaltert waren und es bis 1984 hier bereits drei Vorfälle gegeben hatte, bei denen die Signalanlage versagt hatte. Die zuständigen Verantwortlichen der Bahn standen unter erheblichem Druck, die Arbeiten an einer Reihe von Stellen im Netz schnell durchzuführen. Dabei waren im Bereich der späteren Unfallstelle neue Kabel verlegt, aber die alten Kabel nicht entfernt worden. Die Funktion wurde an einem Wochenende in freiwillig geleisteten Überstunden der Eisenbahner geprüft. Hierbei wurde ein Fehler gemacht; der Techniker, der den Fehler verursachte, war seit dreizehn Wochen in einer Sieben-Tage-Woche im Einsatz. Eine Prüfung der Neuinstallation durch unabhängige Dritte fand nicht statt. Der Fehler wurde bei der abschließenden Prüfung übersehen.
Am 12. Dezember 1988 bewegten sich gegen 8:10 Uhr im morgendlichen Berufsverkehr mehrere stark besetzte Züge auf die spätere Unfallstelle zu:
- Ein Zug von Basingstoke nach London Waterloo, ein stark besetzter Pendlerzug aus drei viergliedrigen Elektrotriebwagen der Baureihe 423.
- Ihm folgte ein weiterer Zug, der aus einem Triebwagen der Baureihen 423 und zwei der Baureihe 438 gebildet war.
- Ein dritter Zug folgte im Blockabstand.
- In der Gegenrichtung war ein Leerreisezug unterwegs.

## Unfallhergang
Am Tag vor dem Unfall war im Bereich der Signalanlage Ausrüstung umgeräumt worden. Dabei wurden die alten, nicht demontierten Kabel so verschoben, dass ein Kurzschluss entstand, der verhinderte, dass das entscheidende Signal „Halt“ zeigte, wenn der vor ihm liegende Streckenabschnitt belegt war.
Dem Triebfahrzeugführer des Zuges von Basingstoke zeigte in der Anfahrt auf den Bahnhof Clapham Junction ein Signal „Fahrt frei“. Als er sich dem Signal näherte, sprang es auf „Halt“ um. Der Bremsweg war zu kurz, als das er noch vor dem Signal hätte anhalten können, der Zug kam also erst vor dem folgenden Signal zum Stehen. Von dort telefonierte der Triebfahrzeugführer über den Streckenfernsprecher mit dem Stellwerk und erhielt die Auskunft, dass keine Signalstörung vorliege. In diesem Moment fuhr der folgende Zug auf den aus Basingstoke auf. Der noch telefonierende Triebfahrzeugführer informierte das Stellwerk quasi „live“ von dem Unfall. Der Mitarbeiter im Stellwerk stellte alle Signale, auf die er Zugriff hatte, sofort auf „Halt“ und informierte die benachbarten Betriebsstellen. Allerdings konnte er auf die automatische Signaltechnik keinen Zugriff nehmen. Dann rief er den Bahnhofsvorstand an und bat ihn, die Rettungsdienste zu alarmieren.
Unmittelbar darauf passierte der Leerzug die Unfallstelle auf dem benachbarten Gleis, in das Trümmer des vorangegangenen Unfalls hineinragten, und kollidierte mit ihnen. Dem den beiden ersten Zügen folgenden weiteren Zug zeigte das Signal „Langsamfahrt erwarten“. Da die Stromschiene durch den Unfall beschädigt war und keine Spannung mehr führte, rollte er nur noch mit verminderter Geschwindigkeit. Als der Triebfahrzeugführer die Unfallstelle sah, konnte er noch rechtzeitig bremsen, ohne in sie hineinzufahren.

## Folgen
35 Menschen starben, annähernd 500 wurden darüber hinaus verletzt. Schüler und Lehrer einer benachbarten Schule waren die ersten, die die Unfallstelle erreichten und Erste Hilfe leisteten. Sie wurden dafür später von der Premierministerin Margaret Thatcher ausgezeichnet. Die Rettungsarbeiten gestalteten sich wegen Zaun und Stützmauern in dem Geländeeinschnitt schwierig. Es dauerte bis gegen 16 Uhr, bevor der letzte Tote geborgen wurde.

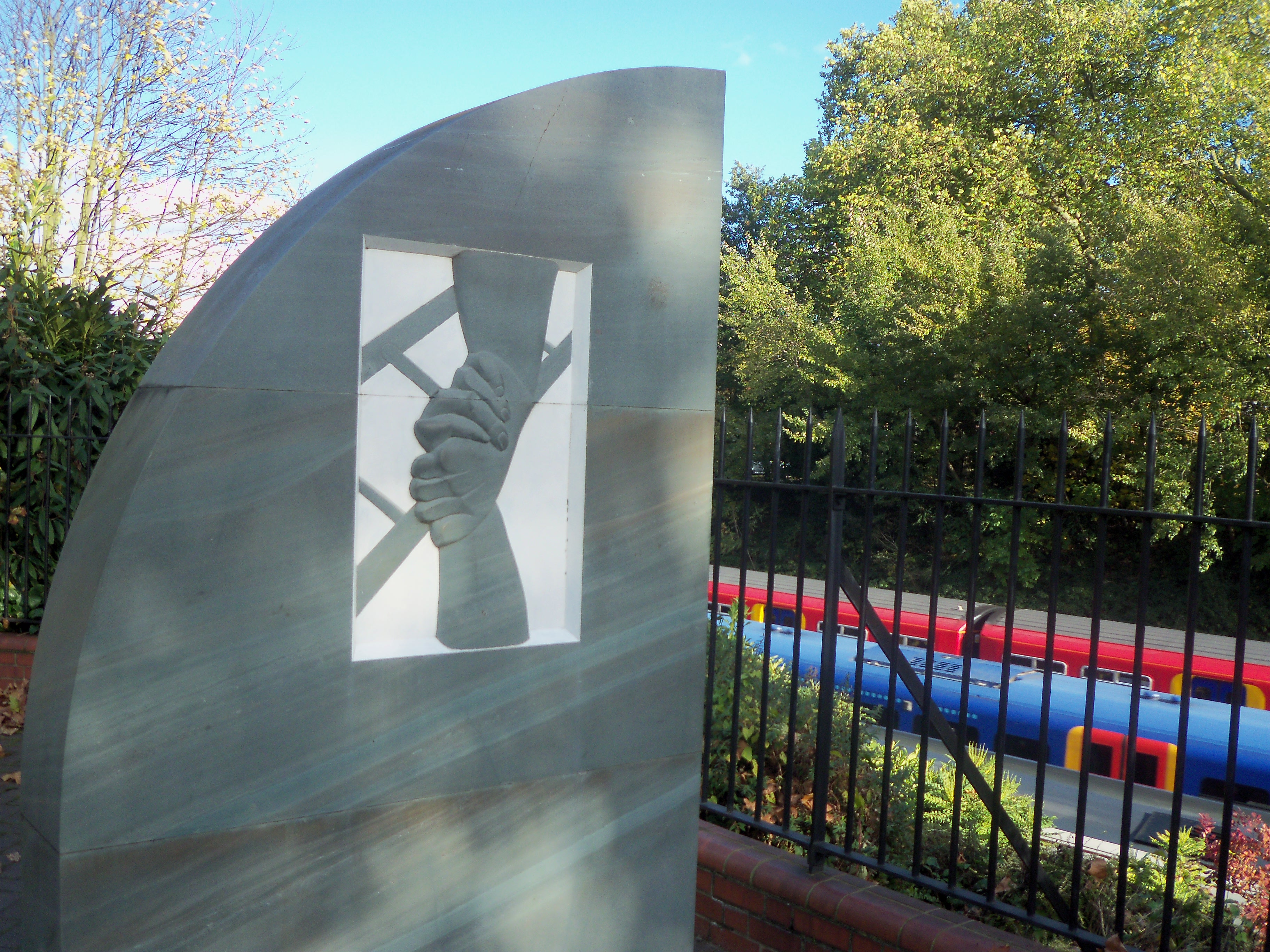
Gedenkstein

Die amtliche Untersuchungskommission unter Vorsitz von Anthony Hidden, QC, vom Verkehrsministerium empfahl, sicherheitsrelevante Arbeiten an der Eisenbahninfrastruktur nur unter Aufsicht eines verantwortlichen Projektbeauftragten durchzuführen und durch unabhängige Dritte prüfen zu lassen. Sie stellte fest, dass das technische Personal unzureichend ausgebildet, ausgewählt, überwacht und geprüft worden war. Signalfehlfunktionen sollten künftig der Eisenbahnaufsichtsbehörde gemeldet werden. Die Einführung von Zugfunk und Lautsprechersystemen in den Zügen wurden empfohlen.
Die Tatsache, dass der Techniker, der den Fehler verursacht hatte, seit dreizehn Wochen in einer Sieben-Tage-Woche im Einsatz war, wurde im amtlichen Untersuchungsbericht als grober Mangel in der Arbeitssicherheit von British Rail kritisiert. British Rail wurde dafür ein Bußgeld von £250,000 auferlegt.
Der Eisenbahnunfall von Clapham Junction war eine der Ursachen dafür, dass der Beirat für Gesetzgebung (Law Commission) für England und Wales 1996 empfahl, im Strafrecht den Tatbestand des Totschlags durch juristische Personen (Corporate Manslaughter and Corporate Homicide) einzuführen, was 2007 auch geschah.
Am oberen Rand des Geländeeinschnitts, in dem die Bahnstrecke verläuft, wurde an der Windmill Road im Spencer Park ein Gedenkstein an den Unfall errichtet.